# Kingston Lacy

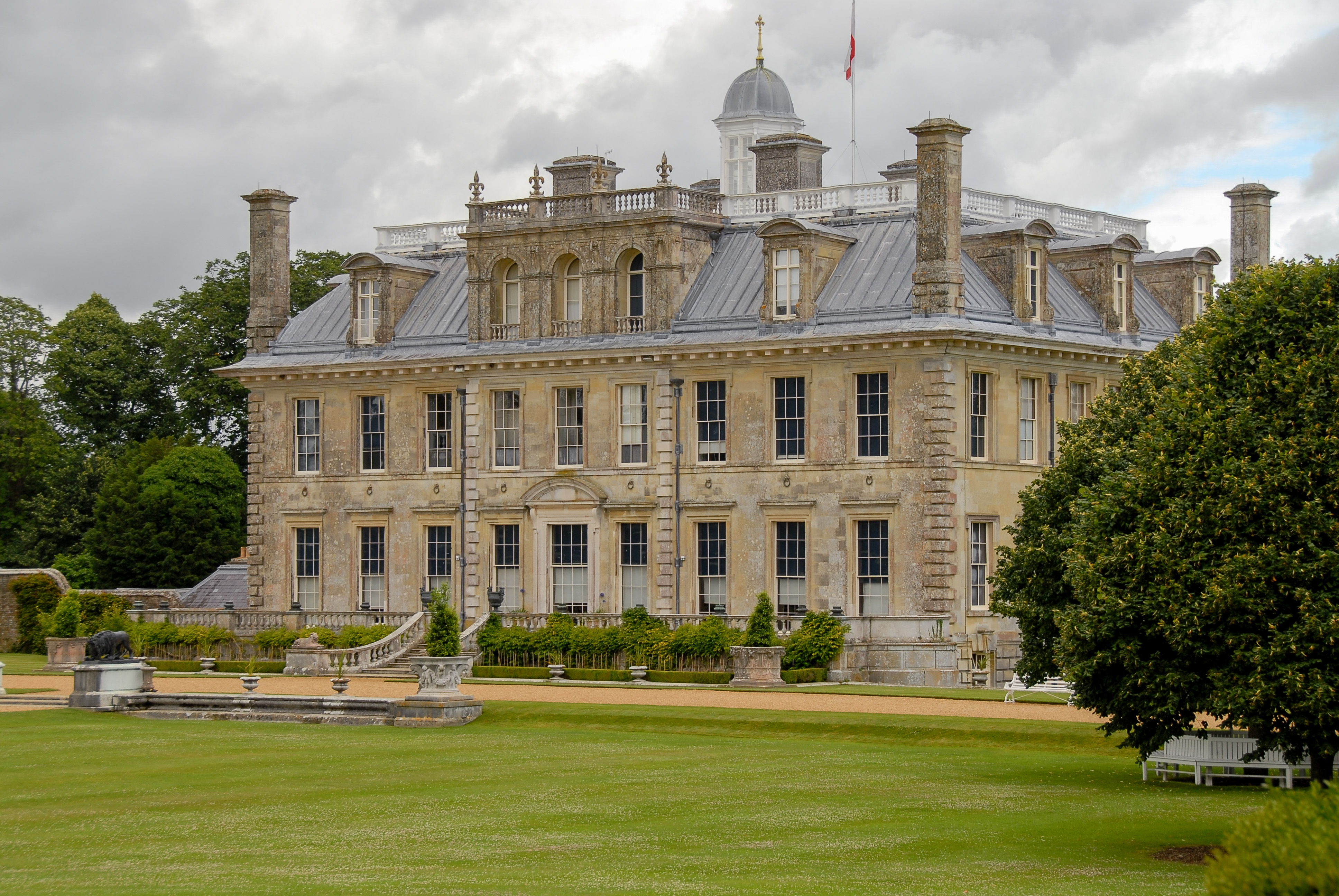
La facciata principale dell'edificio

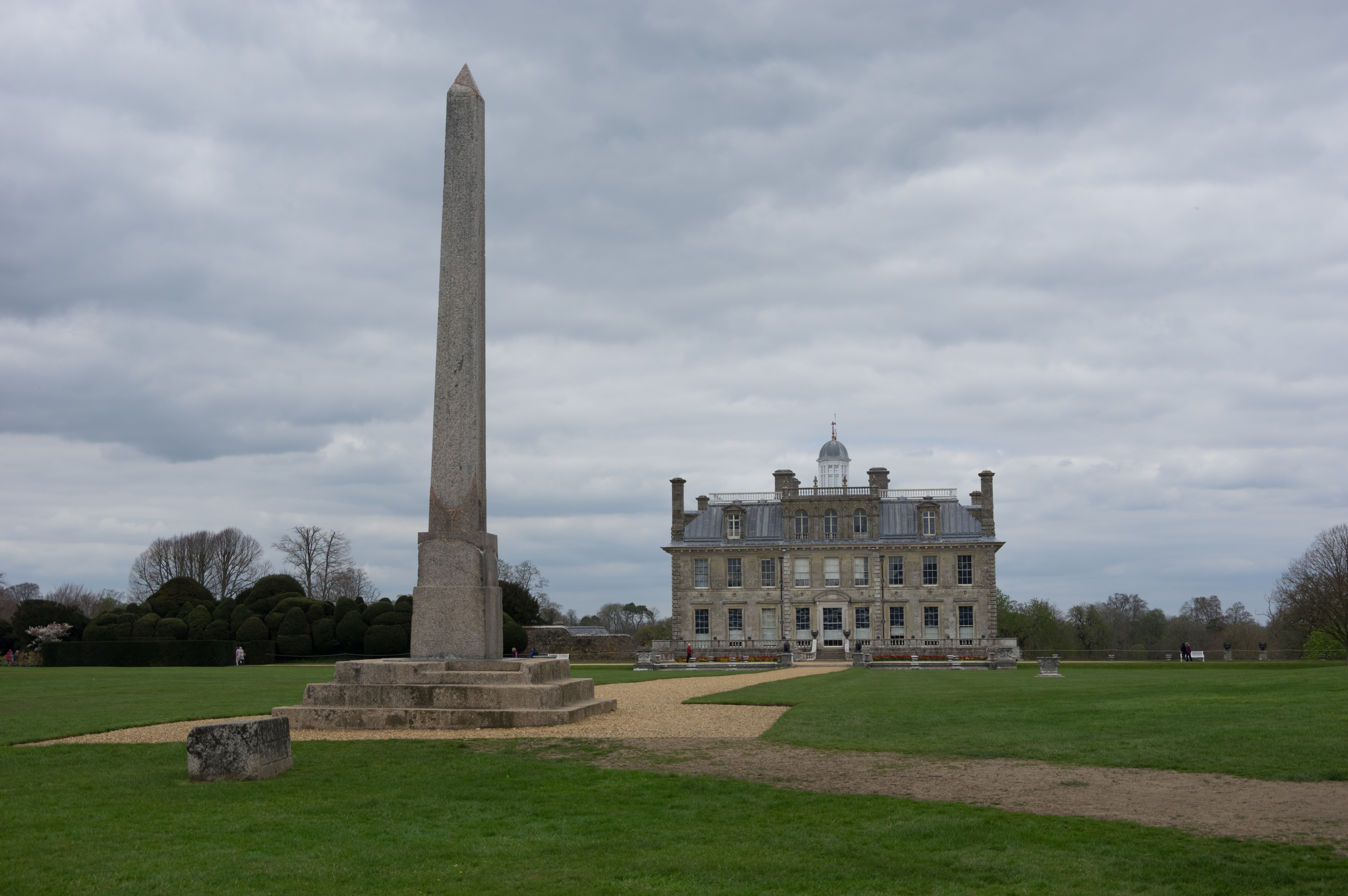
L'obelisco di Philae, a Kingston Lacy

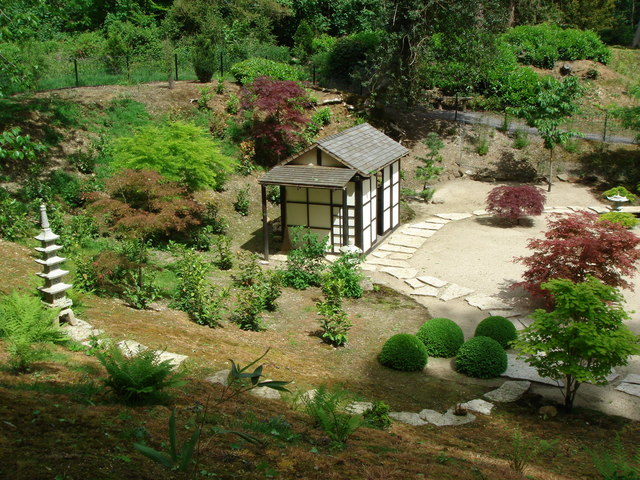
Kingston Lacy: veduta del giardino giapponese

Kingston Lacy è una storica residenza del villaggio inglese di Wimborne Minster, nel Dorset, progettata nel 1663 da Roger Pratt e rimodernata nella prima metà del XIX secolo da Charles Barry. Fu per circa 300 anni la dimora della famiglia Bankes.
L'edificio è attualmente gestito dal National Trust.

## Ubicazione
L'edificio si trova lungo la Blanfoard Road.

## Storia
La tenuta su cui sorge la residenza fu acquisita dalla famiglia Bankes, segnatamente da Sir John Bankes, un avvocato proveniente dalla Cumbria che già aveva acquistato il Corfe Castle, intorno al 1636.
Dopo che la famiglia Banks, nel corso della guerra civile inglese era stata cacciata da Corfe Castle dalle truppe di Oliver Cromwell, nel 1663, il figlio di John Bankes, Ralph Bankes, fece costruire una residenza nella tenuta. Il progetto venne affidato all'architetto Roger Platt e l'edificio fu chiamato inizialmente "Kingston Hall".
Intorno al 1780, si assistette ad un'opera di rimodernamente dell'edificio e dei giardini, voluta da Henry Bankes il Giovane.
Nel corso del XIX secolo, William Bankes incaricò l'architetto Charles Barry, conosciuto nel 1819 durante un viaggio in Egitto, di rimodernare l'edificio, la cui facciata venne rifatta con del marmo di Carrara e con della pietra di Chilmark. Dall'Egitto William Bankes portò a Kingston Lacy anche un paio di obelischi, tra cui l'obelisco di File.
Nel 1841, William Bankes, che era fuggito dalla Gran Bretagna per evitare la pena di morte a causa della sua omosessualità divenuta pubblica dopo un incidente, fece realizzare la cosiddetta "Spanish Room".

## Architettura

### Esterni
Nel parco che circonda la villa, crescono vari tipi di fiori e piante, quali azalee, camelie, e vi si trovano un felceto vittoriano e un giardino con begonie, eliotropi e giacinti.
All'interno del parco si trovano inoltre un giardino giapponese con tanto di sala da tè e la collina fortificata di Bradbury Rings, risalente all'Età del Ferro.

### Interni
Gli interni dell'edificio sono abbelliti con dipinti di Brueghel, Antoon Van Dyck, Lely, Tiziano, e Rubens.
Vi si può inoltre ammirare la più grande collezione di manufatti egizi di tutto il Regno Unito.

#### Spanish Room
Tra le stanze di maggiore interesse, figura la cosiddetta "Spanish Room", decorata con pelle dorata e parti di soffitto provenienti da Palazzo Contarini di Venezia.